# Iccrins
Iccrins is het vierde deel van de epische fantasy stripreeks Servitude, getekend door Eric Bourgier, op een script van Fabrice David. Het album verscheen bij uitgeverij Daedalus in 2015 uitsluitend met harde kaft.

## Voorwoord en de toevoegingen aan het album
Op de binnenkaft van het album  is een kaart van het koninkrijk van de Zonen van de Aarde opgenomen. In het voorwoord wordt een tip van de sluier opgelicht met een scheppingsverhaal over de goden. In de bijlage achter in het album wordt uit de doeken gedaan hoe de Iccrin maatschappij, het volk van de Engelen is samengesteld. Er is een beschrijving opgenomen van de belangrijkste politieke functies, alsmede een lexicon betreffende beroepen, gebruiken en voorzieningen.

## Verhaal
Het vierde deel vangt aan met de overlevenden van het koninklijke leger die op de vlucht zijn van de overwinnaars. De koning en het restant van zijn manschappen worden door de Veriëls opgejaagd. Dankzij een veerpont kunnen ze ontkomen. 
Ook Kiriël en Fl’ar weten de dans te ontspringen dankzij het luchtschip van de Iccrins die hun oppikte van de muren van Al Astan. Het luchtschip wordt in de lucht gehouden door Esdras, een infant, een kind geboren met de macht om de winden te beheersen. Het schip brengt hun naar de pijler van Kersch, een van de drie belangrijke steden van het Engelenvolk die zich op grote hoogte bevinden. Kiriël is gewond en heeft dwingend verzorging nodig. Fl’ar maakt haar afkomst bekend als de verdwenen echtgenote van de wachter Arkindae. De dienaren van de Engelen spelen een bijzondere rol in dit epos.